# Франко Давин
Франко Давин (на испански: Franco Davín)  [ˈfɾaŋko ðaˈβin] е аржентински тенисист. 

## Биография
Франко Давин е роден на 11 януари 1970 г. в Пехуахо, Аржентина.
Давин живее в Кий Бискейн със съпругата си Мариана, дъщеря си Хуана и сина си Начо.

## Кариера
Франко Давин печели три турнира на сингъл от ATP Тур и достига най-високо класиране на сингъл в света, като номер 30, през октомври 1990 г.
Давин печели първия си ATP тур мач на 15 години и 1 месец срещу Ханс Гилдемайстер в Буенос Айрес. Той държи рекорда от Оупън ерата, като най-младия играч спечелил мач от основната схема на турнир на ниво ATP тур.
Той е треньор на редица тенисисти, Гастон Гаудио, Хуан Мартин дел Потро и Григор Димитров. Ментор е на Гилермо Кория, Фабио Фонини и Кайл Едмънд. От ноември 2020 г. до 2021 г. той тренира Кристиан Гарин. От 2022 г. е треньор на Брандън Накаджима на непълен работен ден.

## Кариерна статистика

### ATP финали (3 титли; 9 финала)
|        | П–З | Година | Турнир            | Клас           | Настилка | Опонент          | Резултат      |
| ------ | --- | ------ | ----------------- | -------------- | -------- | ---------------- | ------------- |
| Загуба | 0–1 | 1986   | Аржентина Оупън   | Гран При       | Клей     | Джей Бергер      | 3–6, 3–6      |
| Загуба | 0–2 | 1989   | Болоня Аутдор     | Гран При       | Клей     | Хавиер Санчес    | 1–6, 0–6      |
| Победа | 1–2 | 1989   | ATP Сейнт Винсент | Гран При       | Клей     | Хуан Агилера     | 6–2, 6–2      |
| Загуба | 1–3 | 1990   | Португалия Оупън  | Световни серии | Клей     | Емилио Санчес    | 3–6, 1–6      |
| Победа | 2–3 | 1990   | Сицилия Оупън     | Световни серии | Клей     | Хуан Агилера     | 6–1, 6–1      |
| Загуба | 2–4 | 1990   | Атина Оупън       | Световни серии | Клей     | Марк Коверманс   | 7–5, 4–6, 1–6 |
| Загуба | 2–5 | 1992   | Прага Оупън       | Световни серии | Клей     | Карел Новачек    | 1–6, 1–6      |
| Загуба | 2–6 | 1992   | Хърватия Оупън    | Световни серии | Клей     | Томас Мустер     | 1–6, 6–4, 4–6 |
| Победа | 3–6 | 1994   | Румъния Оупън     | Световни серии | Клей     | Горан Иванишевич | 6–2, 6–4      |